# آدم غارسيا
آدم غارسيا (بالإنجليزية: Adam Garcia)‏ ممثل أسترالي من مواليد 1 يونيو 1973. والدته جين أسترالية ووالده فابيو من أصل كولومبي.

## مواقع خارجية
- آدم غارسيا على موقع IMDb (الإنجليزية)
- آدم غارسيا على موقع ألو سيني (الفرنسية)
- آدم غارسيا على موقع ميوزك برينز (الإنجليزية)
- آدم غارسيا على موقع أول موفي (الإنجليزية)
- آدم غارسيا على موقع قاعدة بيانات الأفلام السويدية (السويدية)
- آدم غارسيا على موقع إن إن دي بي (الإنجليزية)
- آدم غارسيا على موقع ديسكوغز (الإنجليزية)
- آدم غارسيا على موقع قاعدة بيانات الفيلم (الإنجليزية)
- آدم غارسيا على موقع كينوبويسك (الروسية)